# Comuna Vîșci Lubeankî, Zbaraj
Vîșci Lubeankî (în ucraineană Вищі Луб'янки) este o comună în raionul Zbaraj, regiunea Ternopil, Ucraina, formată din satele Novîi Rohoveț și Vîșci Lubeankî (reședința).

## Demografie
Componența lingvistică a comunei Vîșci Lubeankî
     Ucraineană (98,47%)
     Rusă (1,53%)
Conform recensământului din 2001, majoritatea populației comunei Vîșci Lubeankî era vorbitoare de ucraineană (98,47%), existând în minoritate și vorbitori de rusă (1,53%).